# Centrale Franquelin
La centrale Franquelin est une centrale hydroélectrique située dans la ville de Franquelin, au Québec. D'une puissance installée de 9,9 mégawatt (MW), la centrale, construite en 2010, est située sur la rivière Franquelin près des chutes à Thompson. Elle est la propriété de la Société d'énergie rivière Franquelin.

## Annexe